# ゾラン・テルジッチ
ゾラン・テルジッチ（セルビア語: Зоран Терзић、ラテン文字転写: Zoran Terzić、1966年7月9日 - ）はセルビアのバレーボール指導者。

## 来歴
ベオグラード出身。Crvena Zvezda Belgradeの選手として7年間プレーした。現役を引退後は指導者として活動。

### クラブチーム
1998年にCrvena Zvezdaの監督となり、セルビア国内リーグで3度のリーグ制覇へ導いた。2006/07シーズンからはルーマニアのCSU Galațiの監督に就任。監督を務めた2009/10までの間にリーグ4連覇を含む多くのタイトル獲得を果たした。2010/11シーズンはイタリアセリエA1のPallavolo Sirio Perugiaの監督を務めた。2011/12シーズンはルーマニアリーグのディナモ・ブカレストの監督を務めた。2012/13シーズンからはロシアのOmichka Omskの監督としてロシアスーパーリーグで3位となった。2016/17シーズンはスイスのヴォレロ・チューリッヒの監督としてスイスリーグ、スイスカップで優勝。世界クラブ選手権で4位となった。2017/18シーズンはディナモ・モスクワの監督としてロシアスーパーリーグで優勝へ導いた。2018年からはトルコリーグの強豪フェネルバフチェの監督に就任。2020/21、2021/22シーズンのトルコリーグ準優勝、2022/23シーズンのトルコリーグ優勝、欧州チャンピオンズリーグ3位となった。2023/24シーズンからはロシアのDinamo-Ak Barsの監督を務める。

### 代表チームとして
2002年、当時のユーゴスラビア女子代表の監督に就任。その後、セルビア・モンテネグロ時代に出場した2006年の世界選手権では母国を28年ぶりの国際大会出場を果たすと、当時の世界ランキング30位だったチームを銅メダルへ導いた。2007年からはセルビア代表として国際大会の常連として、母国を強豪国へと押しあげた。2008年、北京五輪に出場を果たした。2011年に自国開催された欧州選手権では金メダルへ導いた。2012年、ロンドン五輪では母国を2大会連続の五輪出場を果たした。2013年、ワールドグランプリでは銅メダルを獲得した。2015年、ワールドカップでは銀メダルを獲得した。2016年、リオデジャネイロ五輪に出場し母国を初の銀メダルへ導いた。2017年、欧州選手権では6年ぶりに欧州女王へ導いた。2018年、9-10月に日本で開催された世界選手権では決勝でイタリアをフルセットの末に破り母国を初の世界一へ導いた。2019年、欧州選手権で2大会連続で金メダルを獲得した。2021年、東京五輪では銅メダルを獲得し、2大会連続の表彰台へ導いた。同年9月の欧州選手権を最後にセルビア女子代表監督を退いた。
2022年からはロシア女子代表の監督を務める。

## 指導者履歴
クラブチーム
- Crvena Zvezda（1998-2006年）
- CSU Galați（2006-2010年）
- Pallavolo Sirio Perugia（2010-2011年）
- ディナモ・ブカレスト（2011-2012年）
- Omichka Omsk（2012-2015年）
- CSM Târgoviște（2015-2016年）
- ヴォレロ・チューリッヒ（2016-2017年）
- ディナモ・モスクワ（2017-2018年）
- フェネルバフチェ・ユニバーサル（2018-2023年）
- Dinamo-Ak Bars（2023-）

代表チーム
- セルビア女子代表監督（2002-2021年）
- ロシア女子代表監督（2022-）